# Pommerol
Pommerol là một xã thuộc tỉnh Drôme trong vùng Auvergne-Rhône-Alpes ở đông nam nước Pháp. Xã Pommerol nằm ở khu vực có độ cao từ 717-1563 mét trên mực nước biển.